# Jardin botanique Nicolas Boulay
El Jardín Botánico Nicolas Boulay en francés: Jardin botanique Nicolas Boulay es un jardín botánico administrado por la Facultad de Medicina de la Universidad Católica de Lille, Lille, Francia

## Localización
Jardin botanique Nicolas Boulay Université Catholique de Lille, Lille, Nord, Nord-Pas-de-Calais, France-Francia.
Planos y vistas satelitales.50°37′57.72″N 3°2′40.92″E / 50.6327000, 3.0447000
Se encuentra abierto a diario y la entrada es libre.

## Historia
El jardín botánico debe su nombre al Abad y botánico Nicolas-Jean Boulay (1837-1905), quién consagró los tres últimos decenios de su vida a la enseñanza de la Botánica y a sus investigaciones en las Ciencias Naturales (fitogeografía y taxonomía del género Rubus, de los musgos y de las plantas fósiles) y a la defensa de los valores religiosos a través de numerosos escritos.
Nicolás Boulay fue el titular de la cátedra de Botánica de la Facultad Libre de Ciencias así como enseñante de esta disciplina en la Facultad de Medicina. Siendo el fundador del jardín botánico que actualmente lleva su nombre así como de las bases de un museo antropológico.
Es uno de tres jardines botánicos que hay en Lille, los otros son el Jardín Botánico de la Facultad de Farmacia de la Universidad de Lille en la Université de Lille 2, y el Jardín des Plantes de Lille jardín botánico de propiedad municipal.

## Colecciones
Contiene centenares de especies de plantas, dispuestas en diagramas según la familia botánica, uso médico o toxicidad y ecología.